# Type 5 (cannone senza rinculo)
Il Type 5  (試製五式四十五粍簡易無反動砲? Shisei go-shiki shijūgo-miri kan'i muhandōhō, letteralmente "cannone senza rinculo sperimentale Type 5 calibro 45 mm semplice") è stato un cannone senza rinculo anticarro progettato dall'Impero giapponese sullo scorcio della seconda guerra mondiale.  Il nome era dovuto all'anno di adozione da parte dell'esercito nipponico (l'anno imperiale 2605, corrispondente al 1945 del calendario gregoriano).

## Storia
Durante la guerra del Pacifico, l'esercito imperiale giapponese si era trovato a dover combattere varie volte contro piccoli reparti corazzati statunitensi e/o australiani senza disporre di una valida arma anticarro. Il cannone dedicato Type 1 da 37 mm si dimostrò efficace nei primi anni del conflitto contro i carri leggeri come il M3/M5 Stuart, ma il potere di penetrazione delle sue munizioni era insufficiente a mettere fuori uso mezzi più pesanti quali l'M4 Sherman; con l'introduzione del Type 1 da 47 mm i reparti nipponici poterono adoperare un'arma migliore, che tuttavia doveva sparare a breve distanza dagli obiettivi più corazzati per averne ragione. Poiché i progetti della Marina imperiale giapponese avevano la priorità, l'esercito fu costretto a fare affidamento sui sistemi esistenti; come alternativa contro carri e blindati si ridusse a fare usi innovativi della mina Type 99. Solo nel 1944, con il rapido deteriorarsi della situazione strategica, i vertici dell'esercito fornirono rapidamente alla fanteria un'arma anticarro finalmente di valore: il lanciarazzi Type 4. Esso, tuttavia, si rivelò uno strumento non del tutto riuscito principalmente a causa del peso notevole (12 chili) e della necessità di essere operato da due uomini.
Nei primi mesi del 1945, in previsione di uno sbarco statunitense sul suolo nazionale, i vertici dell'esercito si misero alla ricerca di un'arma anticarro più leggera e più economica. Fu così sviluppato il piccolo cannone senza rinculo "Type 5", in calibro 45 mm, simile in termini di peso e portata al tedesco Panzerfaust 30. La produzione prese avvio all'inizio di agosto.

## Tecnica
Il "Type 5" era costituito da un tubo in acciaio lungo 600 mm e spesso 53 mm, con un diametro interno di 45 mm. Nella parte posteriore del tubo era collocato il sistema di scatto e, posteriormente, un manicotto di circa 10 centimetri portava un'impugnatura a pistola. Il tubo terminava posteriormente con una sezione troncoconica di sfogo dei gas. La munizione era formata da un tubo lungo 700 mm, contenente la carica di lancio da 100 grammi, che veniva inserito nel tubo dalla volata; su di essa si avvitava la testata di guerra a carica cava, costituita da un cilindro lungo 150 mm e con 80 mm di diametro. La carica di lancio veniva innescata da una cartuccia 7,7 × 58 mm Arisaka modificata, caricata con 1 grammo di polvere infume. Per sparare, il percussore veniva armato manualmente, si toglieva la sicura e si tirava il grilletto.
La granata aveva una velocità alla volata massima di 40 m/s. La portata effettiva era di 30 metri con un angolo di elevazione di 5°; a questa distanza la carica cava poteva penetrare 100 mm di corazza omogenea. Con un angolo di elevazione di 45° la gittata saliva a 150 metri ma a discapito della precisione, che si riduceva drasticamente. Il Type 5 pesava 8,7 chili una volta armato e poteva essere operato da un solo uomo.